# 王壽仁 (政治人物)
王壽仁（？—？），广西桂林人，清朝政治人物。举人出身。
成丰八年（1858年），擔任清朝廣州府新安縣知縣。后由徐世琛接任。